# Abe Kaito
Kaito Abe (sinh ngày 18 tháng 9 năm 1999) là một cầu thủ bóng đá người Nhật Bản.

## Sự nghiệp câu lạc bộ
Kaito Abe đã từng chơi cho Fagiano Okayama.